# Липеновичи
Липеновичи (серб. Липеновићи / Lipenovići) — село в общине Братунац Республики Сербской Боснии и Герцеговины. В настоящее время село необитаемо.

## География
Занимаемая площадь — 786 гектаров.